# لورا مارش
لورا مارش (5 ديسمبر 1986 في المملكة المتحدة - ) (بالإنجليزية: Laura Marsh)‏ هي لاعبة كريكت بريطانية. شاركت مع منتخب إنجلترا للكريكت.

## وصلات خارجية
- لورا مارش على موقع إي آس بي آن كريك إنفو (الإنجليزية)